# Шпигель, Гиора
Гиора Шпигель (ивр. גיורא שפיגל‎, родился 27 июля 1947 года, Петах-Тиква, Израиль) — израильский футболист, полузащитник, футбольный тренер и менеджер. Участник Олимпийских игр 1968 года. Сын футболиста Элиэзера Шпигеля.

## Клубная карьера
В 1963 году полузащитник начал играть за «Маккаби» из Тель-Авива. В первом сезоне футболист сыграл 12 матчей и забил 3 гола. С сезона 1964/65 Гиора начал играть в основном составе. За 10 лет игрок трижды выигрывал чемпионат Израиля и дважды клубный чемпионат Азии. В 1973 году футболист перешёл во французский «Страсбур». В сезоне 1973/74 полузащитник сыграл 23 матча и забил 9 голов, «Страсбур» занял 8-е место в чемпионате. В сезоне 1975/76 «Страсбур» занял 19-е место и вылетел во второй дивизион. В 1976 году футболист подписал контракт с «Олимпиком» из Лиона. В сезоне 1977/78 «Лион» лишь по разнице мячей сохранил место в первом дивизионе. В 1978 году Гиора вернулся в «Маккаби» и выиграл чемпионат Израиля. В сезоне 1979/80 полузащитник выступал за клуб «Ха-Коах Амидар» (Рамат-Ган). В 1981 году завершил карьеру.

## Карьера в сборной
21 ноября 1965 года Гиора сыграл первый матч за сборную против Болгарии в отборочном турнире чемпионата мира 1966 года. В 1968 году футболист сыграл 4 матча и забил 4 гола в кубке Азии. Израиль занял третье место на турнире, Гиора стал лучшим бомбардиром турнира. На футбольном турнире Олимпийских игр в Мехико Гиора Шпигель сыграл 4 матча и забил 2 гола. Сборная Израиля проиграла Болгарии в четвертьфинале по жребию. В 1969 году полузащитник сыграл 4 матча и забил 3 гола в отборочном турнире чемпионата мира 1970 года и помог сборной Израиля выйти в финальный турнир чемпионата мира. На чемпионате мира 1970 Гиора Шпигель сыграл 3 матча.12 ноября 1980 года Шпигель сыграл последний матч за Израиль против Швеции в отборочном турнире чемпионата мира 1982 года. С учётом неофициальных, отборочных и финальных матчей футбольных турниров Олимпийских игр полузащитник сыграл 44 матча и забил 18 голов.

## Тренерская карьера
В 1983—1988 годах Гиора был главным тренером «Хапоэля» (Петах-Тиква) и выиграл Кубок Тото (для клубов первого дивизиона). В 1988—1989 годах Гиора работал в «Маккаби» из Тель-Авива и выиграл Кубок Израиля. В 1989 году он возглавил клуб «Бней Иегуда» и уже в первом для себя сезоне выиграл чемпионат Израиля. В 1993 году Гиора Шпигель возглавил «Маккаби» (Хайфа) и выиграл чемпионат, а затем и два кубка страны. В сезоне 1999/00 он вновь возглавил «Бней Иегуда», но занял с клубом лишь 11-е место в Премьер-лиге Израиля. С июля 2007 года по август 2008 года Гиора был генеральным директором «Бейтара» из Иерусалима. Под его руководством столичный футбольный клуб выиграл чемпионат и кубок Израиля в сезоне 2007/08.

## Достижения
Игрок
- Чемпион Израиля: 1966/68, 1969/70, 1971/72, 1978/79
- Кубок Израиля: 1967, 1970
- Клубный чемпионат Азии: 1969, 1971
- Лучший бомбардир Кубка Азии: 1968 (4)
- Член футбольного зала славы Израиля.

Тренер
- Чемпион Израиля: 1989/90 (Бней Иегуда), 1993/94 («Маккаби» Хайфа)
- Кубок Израиля: 1987/88 («Маккаби» Тель-Авив) , 1994/95 , 1997/98 («Маккаби» Хайфа)
- Кубок Тото: 1986